# NGC 6732/2
NGC 6732/2 је галаксија у сазвежђу Змај која се налази на NGC листи објеката дубоког неба.
Деклинација објекта је + 52° 22' 38" а ректасцензија 18h 56m 26,2s. Привидна величина (магнитуда) објекта NGC 6732 износи 15,0 а фотографска магнитуда 16,0. NGC 67322 је још познат и под ознакама UGC 11381, MCG 9-31-11, CGCG 280-11, PGC 2413402.